# Christian von Stablo
Christian von Stablo (auch: Christian of Stavelot, Christian Druthmar, Druthmar of Aquitaine, Druthmar Christianus) († 9. Jahrhundert) war ein Mönch des Klosters Stablo und trat als theologischer Autor hervor.

## Leben
Über sein Leben ist wenig bekannt. Nach älteren Berichten soll er aus Aquitanien stammen. Neuere Forschungen machen die Herkunft aus Burgund wahrscheinlicher. Fälschlicherweise wurde er von Trithemius mit dem Abt Druthmar von Corvey in eins gesetzt.
Er war in Stablo zuständig für die Ausbildung der Novizen. Nachweisbar ist er in Stablo noch 880.

## Werk
Die bei seiner Lehrtätigkeit entstandenen Vorträge fasste er um 865–70 in einem sehr eigenständigen Kommentar zum Matthäusevangelium zusammen. Dieser war für seine Schüler gedacht und er benutzte deshalb eine einfache Sprache. Der Text umfasst 56 Kapitel. Ihnen folgt eine weitere Erklärung zur Passion.
In seinem Widmungsschreiben an die Mönche von Stablo und Malmedy betonte er seine Absicht Matthäus historisch auslegen zu wollen. Nur die Kenntnis der historischen Zusammenhänge könne die Basis bilden, um den allegorischen Sinn des Textes zu erschließen. Ziel war es den Wortsinn des Textes richtig zu erfassen.
Er stützte sich dabei auf zahlreiche ältere Kommentare und Schriften. Bemerkenswert ist, dass er neben den Kirchenvätern und späterer Theologen auch profane antike Texte verwandte. Unter den benutzten Autoren waren etwa neben Augustinus oder Gregor der Großen auch Flavius Josephus.
Wahrscheinlich hatte er zumindest rudimentäre Kenntnisse des Griechischen. Zu Grunde lag seiner Arbeit ein in Irland geschriebener Bibeltext, und auch sonst ist er offenbar von der irischen Bibelexegese beeinflusst worden. Verbunden waren seine Argumente mit Hinweisen zu dem Brauchtum seiner eigenen Zeit. Des Weiteren flossen geographische und naturkundliche Beobachtungen sowie eigene Erfahrungen ein.
Er hatte geplant, ähnliche Kommentare auch zu den Evangelien des Lukas und des Johannes zu verfassen. Ob er dies ausgeführt hat, ist nicht klar. Erstmals gedruckt erschien sein Kommentar 1514 in Straßburg.